# Ivan Kljaković Gašpić
Ivan Kljaković Gašpić (Split, Yugoslavia, 24 de mayo de 1984) es un deportista croata que compitió en vela en la clase Finn.
Ganó dos medallas en el Campeonato Mundial de Finn, plata en 2014 y bronce en 2009, y siete medallas en el Campeonato Europeo de Finn entre los años 2007 y 2015.
Participó en tres Juegos Olímpicos de Verano, ocupando el octavo lugar en Pekín 2008, el quinto en Londres 2012 y el quinto en Río de Janeiro 2016.

## Palmarés internacional
| \| Campeonato Mundial \| Campeonato Mundial \| Campeonato Mundial \| Campeonato Mundial \| \| Año \| Lugar \| Medalla \| Clase \| \| ------------------ \| ---------------------- \| ------------------ \| ------------------ \| \| 2009 \| Vallensbæk (Dinamarca) \| Medalla de bronce \| Finn \| \| 2014 \| Santander (España) \| Medalla de plata \| Finn \| \| Campeonato Europeo \| \| \| \| \| Año \| Lugar \| Medalla \| Clase \| \| 2007 \| Balatonfüred (Hungría) \| Medalla de plata \| Finn \| \| 2008 \| Scarlino (Italia) \| Medalla de plata \| Finn \| \| 2009 \| Varna (Bulgaria) \| Medalla de oro \| Finn \| \| 2010 \| Split (Croacia) \| Medalla de oro \| Finn \| \| 2011 \| Helsinki (Finlandia) \| Medalla de plata \| Finn \| \| 2012 \| Scarlino (Italia) \| Medalla de bronce \| Finn \| \| 2015 \| Split (Croacia) \| Medalla de oro \| Finn \| |                        |                   |       |
| Campeonato Mundial |                        |                   |       |
| Año | Lugar                  | Medalla           | Clase |
| 2009 | Vallensbæk (Dinamarca) | Medalla de bronce | Finn  |
| 2014 | Santander (España)     | Medalla de plata  | Finn  |
| Campeonato Europeo |                        |                   |       |
| Año | Lugar                  | Medalla           | Clase |
| 2007 | Balatonfüred (Hungría) | Medalla de plata  | Finn  |
| 2008 | Scarlino (Italia)      | Medalla de plata  | Finn  |
| 2009 | Varna (Bulgaria)       | Medalla de oro    | Finn  |
| 2010 | Split (Croacia)        | Medalla de oro    | Finn  |
| 2011 | Helsinki (Finlandia)   | Medalla de plata  | Finn  |
| 2012 | Scarlino (Italia)      | Medalla de bronce | Finn  |
| 2015 | Split (Croacia)        | Medalla de oro    | Finn  |